# Labastide-Murat
Pour les articles homonymes, voir Labastide et Murat.
Labastide-Murat (en occitan : La Bastida Fortunièra) est une ancienne commune française située dans le département du Lot, en région Occitanie, devenue, le 1er janvier 2016, une commune déléguée de la commune nouvelle de Cœur de Causse.
Ses habitants sont appelés les Bastidois et les Bastidoises.

## Géographie
Labastide-Murat est une ancienne bastide située dans le parc naturel régional des Causses du Quercy sur le causse de Gramat, à laquelle on accède par l'autoroute A20 sortie  56.

### Communes limitrophes
| Vaillac (Cœur de Causse)  | Montfaucon                               | Fontanes-du-Causse (Cœur de Causse) |
| Beaumat (Cœur de Causse)  | Labastide-Murat                          | Caniac-du-Causse                    |
| Lamothe-Cassel (sur 50 m) | Saint-Sauveur-la-Vallée (Cœur de Causse) | Soulomès                            |

### Hydrographie
Le Vers prend sa source sur le territoire de la commune.

## Toponymie
Ancienne bastide, Labastide-Murat s'appelait avant 15 avril 1852 La Bastide-Fortunière. Fortunière est un anthroponyme basé sur le nom du seigneur fondateur :  Fortanier de Gourdon,.

## Histoire
En 1238, Fortanier de Gourdon fonda, sur la route de Cahors à Paris, une habitation de campagne fortifiée destinée à accueillir les pèlerins de Saint-Jacques-de-Compostelle et Rocamadour. Les vassaux de Fortanier se rassemblèrent autour de lui, l'église fut construite. Le bourg était protégé par des murailles et un château. 
Labastide-Murat est une bastide aquitaine fondée en 1290 pour le compte d'Édouard 1er, roi d'Angleterre. 
En 1642 les consuls sont Antoine Pons (premier consul) et Jean Pélicié (dernier consul) entre lesquels s'élève un différend financier l'année suivante, relativement à l'apurement des comptes. 
Joachim Murat, maréchal d'Empire et roi de Naples, fils d'un aubergiste et maître de poste de Labastide, y naquit le 25 mars 1767. Le 15 avril 1852, par un décret impérial de Napoléon III, Labastide-Fortunière prend son nom actuel de Labastide-Murat, en hommage à Joachim Murat.

## Politique et administration

### Administration municipale
| Période                                  | Période         | Identité        | Étiquette | Qualité |
| ---------------------------------------- | --------------- | --------------- | --------- | --- |
| janvier 2016                             | 24 février 2018 | Aurélien Pradié | LR        | Président de la communauté de communes du Causse de Labastide Murat (2014-2018) Maire de Cœur de Causse (2016-2018) Député de la première circonscription du Lot (depuis 2017) |
| 24 février 2018                          | En cours        | Line Millet     | SE        | |
| Les données manquantes sont à compléter. |                 |                 |           | |

| Période                                  | Période       | Identité                 | Étiquette           | Qualité |
| ---------------------------------------- | ------------- | ------------------------ | ------------------- | --- |
| 1792                                     | 1796          | Louis Vaissières         |                     | |
| 1796                                     | 1797          | André Murat              |                     | |
| 1797                                     | 1799          | Géraud Pons              |                     | |
| 1799                                     | 1800          | Jean Baptiste Delsahut   |                     | |
| 1800                                     | 1815          | André Murat              |                     | |
| 1815                                     | 1819          | Jean Chrysostome Guitard |                     | |
| 1819                                     | 1841          | André Murat              |                     | |
| 1841                                     | 1845          | François Bastit          |                     | |
| 1845                                     | 1852          | Félix Auguste Guitard    |                     | |
| 1852                                     | 1856          | Jean Baptiste Alanion    |                     | |
| 1856                                     | 1859          | Calixte Selves           |                     | 1806-1880, né et mort à Labastide-Murat. Propriétaire |
| 1859                                     | 1860          | Antoine Pons             |                     | |
| 1860                                     | 1865          | Joachim Murat            | Droite bonapartiste | Conseiller général (1854-1901) |
| 1865                                     | 1874          | Raymond Emile Pons       |                     | |
| 1874                                     | 1876          | Auguste Guyot De Camy    |                     | |
| 1876                                     | 1882          | Pierre Latour            |                     | |
| 1882                                     | 1915          | Hilarion Alayrac         | Conservateur        | Conseiller général (1901-1913) |
| 1915                                     | 1919          | François Decamp          |                     | |
| 1919                                     | 1935          | Raymond Guyot de Camy    |                     | |
| 1935                                     | 1944          | Louis Faurie             |                     | |
| 1944                                     | 1945          | Eugène Colomb            |                     | |
| 1945                                     | 1971          | Louis Faurie             | Centriste           | Médecin Conseiller général (1945-1976) |
| 1971                                     | 1989          | André Couffy             |                     | |
| 1989                                     | 1992          | Gisèle Bessieres         |                     | |
| 1992                                     | 2001          | Roger Bonnet             | DVD                 | Directeur d'hôpital retraité Conseiller général (1994-2001) |
| mars 2001                                | 2014          | Lucien-Georges Foissac   | PS                  | Conseiller général du canton de Labastide-Murat (2001-2008) |
| 2014                                     | décembre 2015 | Aurélien Pradié          | UMP-LR              | Conseiller général du canton de Labastide-Murat (2008-2015) Président de la communauté de communes du Causse de Labastide Murat (2014-2018) Conseiller régional d'Occitanie (2015-2018) Maire de Cœur de Causse (2016-2018) Député de la première circonscription du Lot (2017- ) |
| Les données manquantes sont à compléter. |               |                          |                     | |

### Jumelage
Tolentino (Italie)

## Démographie
L'évolution du nombre d'habitants est connue à travers les recensements de la population effectués dans la commune depuis 1793. À partir du 1er janvier 2009, les populations légales des communes sont publiées annuellement dans le cadre d'un recensement qui repose désormais sur une collecte d'information annuelle, concernant successivement tous les territoires communaux au cours d'une période de cinq ans. 
Pour les communes de moins de 10 000 habitants, une enquête de recensement portant sur toute la population est réalisée tous les cinq ans, les populations légales des années intermédiaires étant quant à elles estimées par interpolation ou extrapolation. Pour la commune, le premier recensement exhaustif entrant dans le cadre du nouveau dispositif a été réalisé en 2005,.
En 2013, la commune comptait 670 habitants, en évolution de +4,69 % par rapport à 2008 (Lot : +0,05 %, France hors Mayotte : +2,49 %).
| 1793 | 1800 | 1806  | 1821  | 1831  | 1836  | 1841  | 1846  | 1851  |
| ---- | ---- | ----- | ----- | ----- | ----- | ----- | ----- | ----- |
| 856  | 777  | 1 418 | 1 553 | 1 420 | 1 480 | 1 468 | 1 480 | 1 486 |

| 1856  | 1861  | 1866  | 1872  | 1876  | 1881  | 1886  | 1891  | 1896  |
| ----- | ----- | ----- | ----- | ----- | ----- | ----- | ----- | ----- |
| 1 460 | 1 703 | 1 689 | 1 688 | 1 699 | 1 715 | 1 651 | 1 520 | 1 395 |

| 1901  | 1906  | 1911  | 1921 | 1926 | 1931 | 1936 | 1946 | 1954 |
| ----- | ----- | ----- | ---- | ---- | ---- | ---- | ---- | ---- |
| 1 282 | 1 178 | 1 118 | 904  | 879  | 819  | 885  | 748  | 725  |

| 1962 | 1968 | 1975 | 1982 | 1990 | 1999 | 2005 | 2010 | 2013 |
| ---- | ---- | ---- | ---- | ---- | ---- | ---- | ---- | ---- |
| 718  | 687  | 700  | 732  | 610  | 690  | 660  | 659  | 670  |

## Culture locale et patrimoine

### Lieux et monuments
- Château de Labastide-Murat

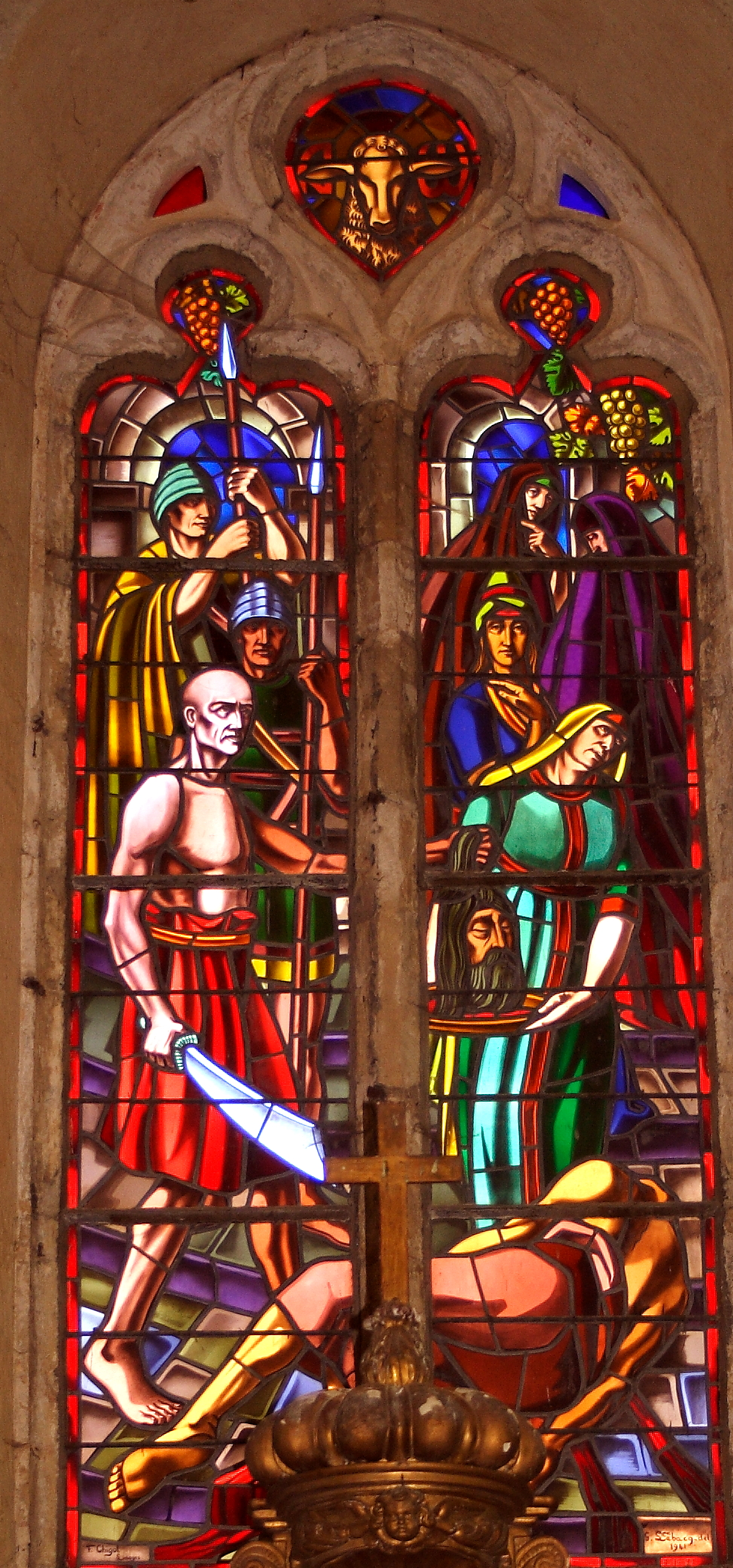
Georges-Émile Lebacq, 1941, La Décollation de saint Jean le Baptiste

- Église Sainte-Catherine de Labastide-Murat (Vitraux de  L.V. Gesta)
- Église Saint-Jean-Baptiste de Goudou
- Musée Murat (Joachim Murat).

### Personnalités liées à la commune
- Joachim Murat, maréchal d'Empire
- Félix Castan
- Georges-Émile Lebacq (1876-1950), peintre belge impressionniste et post-impressionniste qui a réalisé le vitrail du Maître-Autel de l'église de Goudou : "La Décollation de Saint Jean le Baptiste".
- Famille Ricard de Genouillac

### Héraldique
| Blason de Labastide-Murat | Blason  | Coupé : au premier d'azur à l’aigle impériale napoléonienne d’or, au second parti, au I d’or au cheval cabré de sable et au II d’or au trinacria sicilien au naturel |
| Blason de Labastide-Murat | Détails | Le statut officiel du blason reste à déterminer. |